# 久米南町
久米南町（くめなんちょう）は、岡山県の中央部やや東寄りに位置する町。岡山市中心部からは約40kmの位置にある。浄土宗の開祖法然生誕の地としても知られる町である。太平洋戦争終了直後の1949年（昭和24年）より川柳で町おこしを行っている。

## 地理
平地が少なく大半が山林と高原地帯となっている。
- 山: 高坊山（527m）、金刀比羅山（480m）、五本地蔵山（428m）
- 河川: 誕生寺川（旭川支流）

### 隣接している自治体・行政区
- 岡山市（北区）：建部地域（旧建部町）
- 赤磐市
- 久米郡：美咲町

## 歴史
- 1954年（昭和29年）4月1日 - 弓削町・誕生寺村・龍山村・神目村の1町3村が合併し久米南町となる。合併各町村の27大字を継承。久米南町役場は旧・弓削町役場を流用した。
- 1972年（昭和47年）8月 - 旧庁舎竣工[2]。
- 2024年（令和6年）1月4日 - 新庁舎で業務開始[3]。

## 行政
- 町長：片山篤（2016年7月24日就任、3期目）[4]

## 経済

### 産業
- 主な産業
- 産業人口

## 姉妹都市・提携都市

### 海外
- バロッサ市（オーストラリア 南オーストラリア州）
  - 2002年8月　姉妹都市提携

## 地域

### 人口
| |                                          |  |
| 久米南町と全国の年齢別人口分布（2005年） | 久米南町の年齢・男女別人口分布（2005年） |  |
| ■紫色 ― 久米南町 ■緑色 ― 日本全国 | ■青色 ― 男性 ■赤色 ― 女性                |  |
| 久米南町（に相当する地域）の人口の推移 \| 1970年（昭和45年） \| 7,697人 \| \| \| 1975年（昭和50年） \| 7,452人 \| \| \| 1980年（昭和55年） \| 7,257人 \| \| \| 1985年（昭和60年） \| 7,005人 \| \| \| 1990年（平成2年） \| 6,605人 \| \| \| 1995年（平成7年） \| 6,266人 \| \| \| 2000年（平成12年） \| 6,115人 \| \| \| 2005年（平成17年） \| 5,690人 \| \| \| 2010年（平成22年） \| 5,296人 \| \| \| 2015年（平成27年） \| 4,907人 \| \| \| 2020年（令和2年） \| 4,530人 \| \| |                                          |  |
| 総務省統計局 国勢調査より |                                          |  |
| 1970年（昭和45年） | 7,697人                                  |  |
| 1975年（昭和50年） | 7,452人                                  |  |
| 1980年（昭和55年） | 7,257人                                  |  |
| 1985年（昭和60年） | 7,005人                                  |  |
| 1990年（平成2年） | 6,605人                                  |  |
| 1995年（平成7年） | 6,266人                                  |  |
| 2000年（平成12年） | 6,115人                                  |  |
| 2005年（平成17年） | 5,690人                                  |  |
| 2010年（平成22年） | 5,296人                                  |  |
| 2015年（平成27年） | 4,907人                                  |  |
| 2020年（令和2年） | 4,530人                                  |  |

### 教育
- 久米南町立神目小学校
- 久米南町立誕生寺小学校
- 久米南町立弓削小学校
- 久米南町立久米南中学校
- 岡山県立誕生寺支援学校

廃校
- 岡山県立弓削高等学校

弓削高等学校の廃校により、久米郡内から高等学校が消滅した。

## 交通

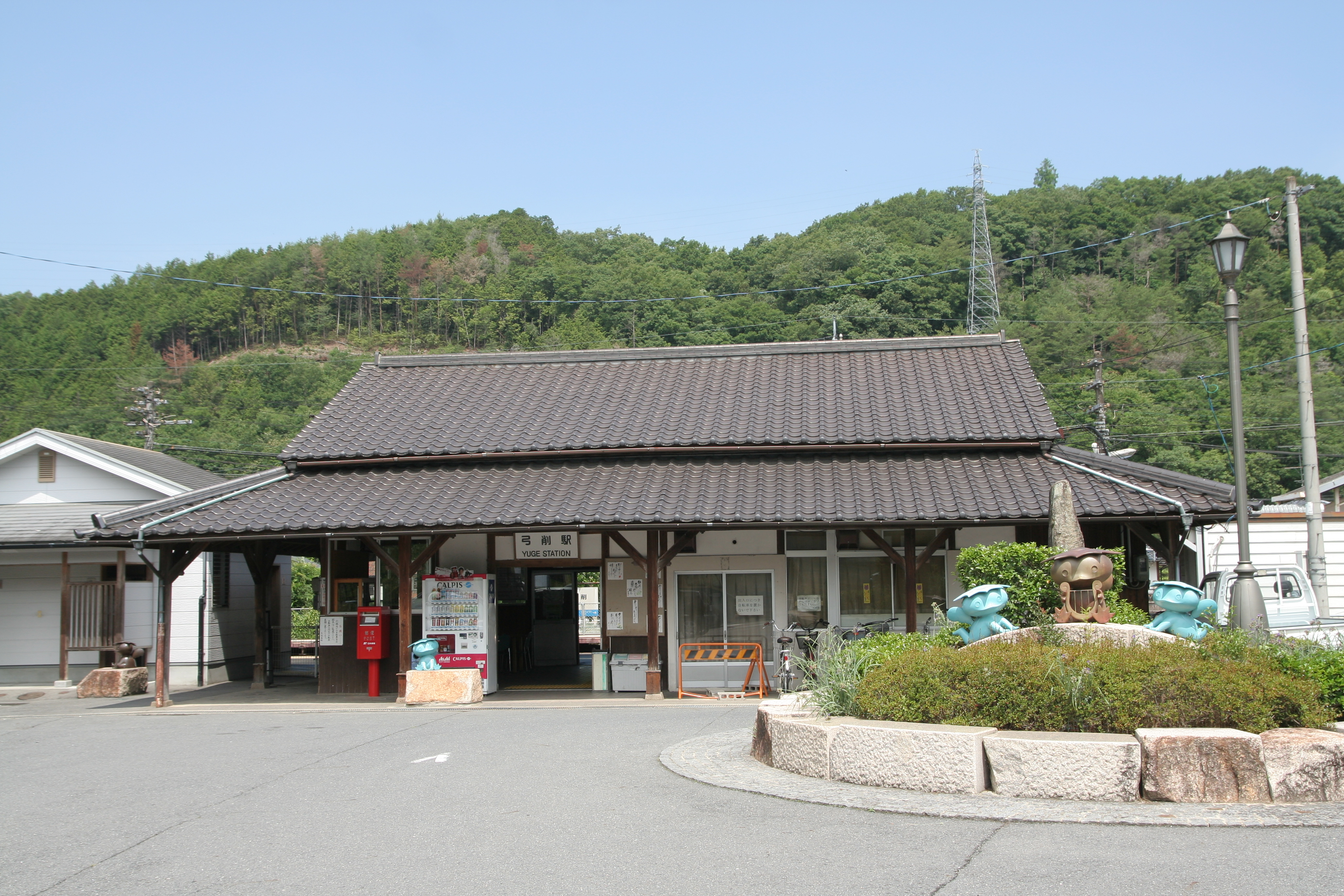
弓削駅

### 鉄道路線
- 西日本旅客鉄道（JR西日本）　
  -  津山線：神目駅 - 弓削駅 - 誕生寺駅
  - 中心となる駅：弓削駅

### 道路
一般国道
- 町内を走る一般国道：国道53号

県道
- 町内を走る県道
  - 岡山県道52号勝央仁堀中線
  - 岡山県道265号周匝久米南線
  - 岡山県道373号栃原久米南線
  - 岡山県道375号上籾神目停車場線
  - 岡山県道376号上籾誕生寺停車場線
  - 岡山県道456号下籾三明寺線
  - 岡山県道467号上二ヶ小鎌線

## 通信

### 電話番号
電話の単位料金区域は全域が岡山MAに属し、市外局番は、086（200 - 299・362 - 365・367 - 369・722 - 724・726・728・737・738・800 - 809・890 - 909・940 - 949・952・953・959）となっている。ただし、天気予報は0868-177である。
以前は峠地区のみが岡山瀬戸MAに属し、局番が086（958）（周匝仁堀収容局）となっていたが、2011年2月23日付で局番が 0867（28）（福渡弓削収容局）に改められ、加入者番号も大幅に変更された。
2013年5月1日付で福渡MAのうち岡山市北区（御津地域地区・建部地域地区）・久米南町が岡山MAに変更され、残された美咲町（旭地区）・吉備中央町（加茂川地区（吉備高原都市を除く）は加茂川MA（0867（20・21・25・27・29 - 36・39））となった。
- 岡山MA
  - 岡山市（南区箕島の一部と南区植松の一部を除く）・瀬戸内市（邑久町の一部）・赤磐市の一部・久米南町

### 郵便番号
郵便番号は以下の通りとなっている。
- 弓削郵便局：709-36xx

## 名所・旧跡・観光スポット・祭事・催事

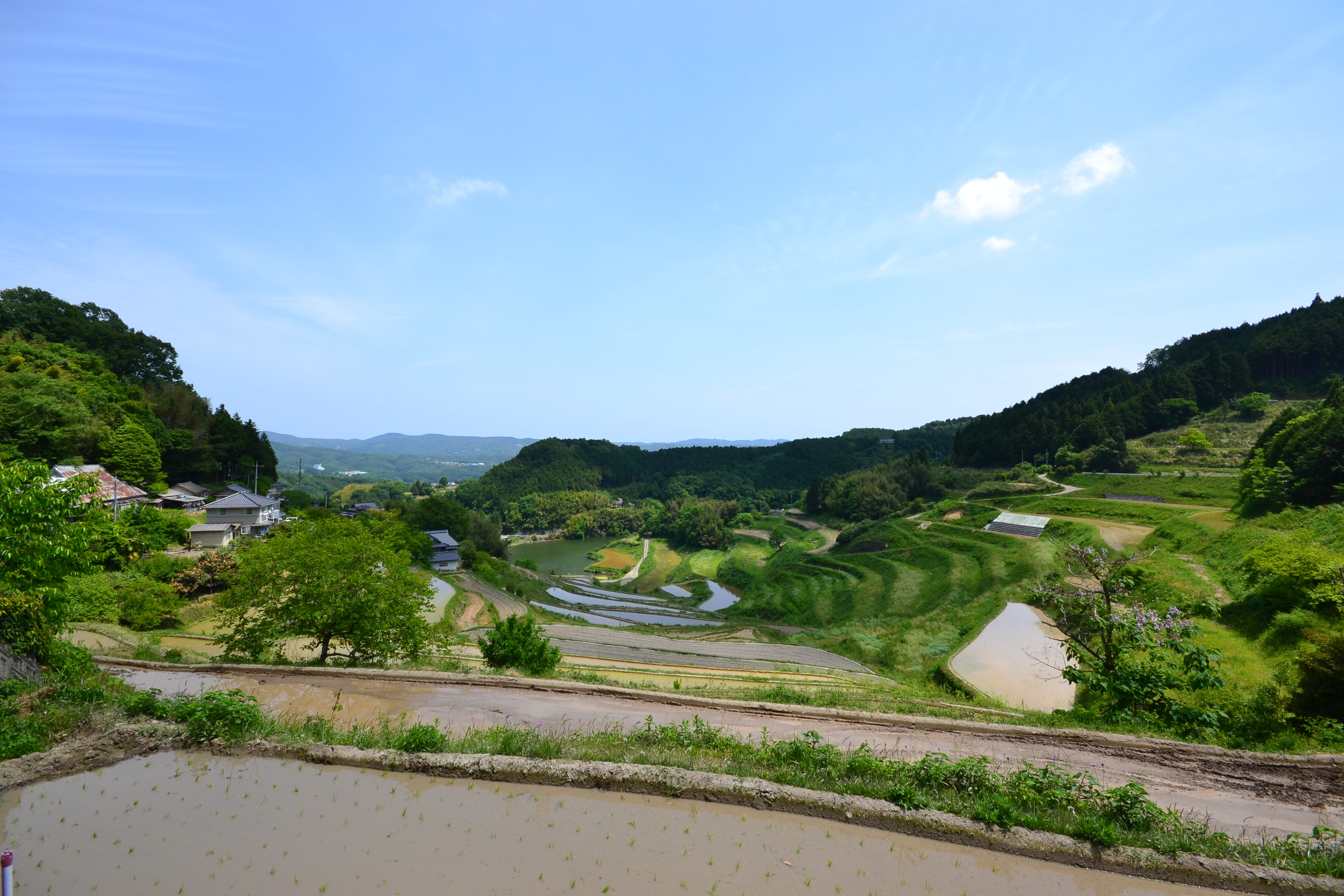
北庄の棚田

- 道の駅くめなん
- 誕生寺
- 笛吹川歌碑公園
- 治部邸
- 川柳公園 - 川柳の小径
- 上籾・北庄地区の棚田（日本棚田百選）

## 出身有名人
- 法然（僧侶　浄土宗開祖）
- 片山潜（思想家）
- 青木雄二（漫画家） ※生まれは京都府加佐郡大江町（現・福知山市）